# M15 Lima 2019
El M15 Lima 2019 denominado por razones de patrocinio Copa FDPT fue un torneo de tenis masculino que se jugó en pistas de tierra batida. Se trató de la I edición del torneo que forma parte del ITF World Tennis Tour 2019. Tuvo lugar en Lima, Perú del 8 al 14 de julio de 2019 en las canchas del Club de Regatas Lima Filial San Antonio.

## Distribución de puntos
- Puntos válidos para el ranking ATP a partir del 5 de agosto.

| Modalidad    | Campeón | Finalista | Semifinales | Cuartos de final | 2ª ronda | 1ª ronda | Clasificados | 2ª ronda de clasificación | 1ª ronda de clasificación |
| Individuales | 10      | 6         | 4           | 2                | 1        | -        | -            | -                         | -                         |
| Dobles       | 10      | 6         | 4           | 2                | -        | -        | -            | -                         | -                         |

## Cabezas de serie

### Individual masculino
| Tenista                 | Ranking ATP | Ranking ITF | Preclasificado | Posición en el torneo |
| Cristian Rodríguez      | 555         | 212         | 1              |                       |
| Oscar José Gutiérrez    | 675         | 147         | 2              | Campeón               |
| Rafael Matos            |             | 191         | 3              |                       |
| Arklon Huertas del Pino |             | 285         | 4              |                       |
| Conner Huertas del Pino |             | 448         | 5              |                       |
| Jorge Brian Panta       |             | 556         | 6              |                       |
| Facundo Juárez          |             | 618         | 7              | Finalista             |
| Ignacio Carou           |             | 598         | 8              |                       |

- Ranking del 1 de julio de 2019.

### Dobles masculino
| Tenistas                                        | Ranking ATP | Ranking ITF | Preclasificados | Posición en el torneo |
| Oscar José Gutierrez Rafael Matos               |             |             | 1               | Campeones             |
| José Daniel Bendeck Cristian Rodríguez          |             |             | 2               | Finalistas            |
| Juan Sebastián Gómez Jorge Brian Panta          |             |             | 3               |                       |
| Arklon Huertas del Pino Conner Huertas del Pino |             |             | 4               |                       |

- Ranking del 1 de julio de 2019.

## Campeones

### Individual masculino
Oscar José Gutierrez venció a  Facundo Juárez por 6-3, 6-1.

### Dobles masculino
Oscar José Gutierrez y  Rafael Matos vencieron a  José Daniel Bendeck y  Cristian Rodríguez por 7-6(5), 6-1.